# Deep Cover
Deep Cover, (conocida en España como La cara sucia de la ley y en Hispanoamérica como Operación encubierta) es una película noir de 1992 dirigida por Bill Duke y protagonizada por Laurence Fishburne y Jeff Goldblum en los papeles principales.

## Argumento
Russell Stevens es un policía afroamericano, que piensa mucho en su padre drogadicto, que fue asesinado en un atraco armado suyo delante de sus ojos, cuando todavía era un niño, y que juró que nunca acabaría como él. 
Un día es reclutado por el agente Carver de la DEA para ser agente antidroga encubierto, porque le ve como persona idónea para el trabajo por su latente agresividad a causa de lo ocurrido durante su niñez. Su primera misión es la de infiltrarse en una red de tráfico de drogas latinoamericano en Los Ángeles para llegar hasta sus cabecillas, Felix Barbosa, Anton Gallegos y Hector Guzmán, un importante político latinoamericano y máximo líder de esa organización. 
Para conseguirlo se infiltra como traficante de droga bajo el nombre de John Hull teniendo que hacer informes a Carver de forma corriente. Gracias a sus habilidades, tiene éxito como traficante de droga. Con el tiempo consigue así la confíanza de David Jason, un abogado que también es un importante traficante de droga dentro de esa organización. Cuando Eddie, su superior directo, le delata a la policía para evitar su propio encarcelamiento, Jason, preveyéndolo, salva a Russell de la cárcel. Luego lo pone en lugar de Eddie y le introduce a Félix Barbosa, el sádico lugarteniente de Gallegos en Los Ángeles que asesina personalmente de una forma cruel a Eddie por su actuación delante de él y le da luego la bienvenida como sustituto de Eddie.
Así consigue acercarse a su primer objetivo. Jason le introduce en el negocio mayor de las drogas y conoce a Betty. Ella lava el dinero de la droga para Jason. Russell y Betty se enamoran. Desde entonces Carver empieza a sabotear su trabajo y cuando llega a Anton Gallegos después de acabar con Barbosa incluso trata de sacarlo por la fuerza. Finalmente confiesa que le enviaron como tapadera. El Departamento de Estado quería que fracasase para que la investigación fracase y así proteger y promocionar a Hector Guzmán en Latinoamérica por razones políticas ante el Congreso. También confiesa que decidió participar a cambio de un ascenso. Decepcionado y dolido por el abuso él cambia de bando para cogerlos él solo empezando a enseñar inclinaciones criminales a causa de lo ocurrido. 
Después de acabar con Gallegos y coger 100 millones de dólares de dinero de la droga suyos, Russell finalmente consigue contactar con Hector Guzmán, que quiere recuperar ese dinero y llega a los Estados Unidos para ello. Entonces él, asustado y acordándose de su pasado como policía normal, decide acabar con su misión para detener a Jason en su afán criminal cuando mata a un policía delante de sus ojos, que estaba entorpeciendo sus actividades y que le estaba haciendo acordar lo cerca que estaba de volverse criminal en su situación. Después de haberlo hecho y así evitar de convertirse él mismo en un criminal, Russell entrega el dinero a las autoridades y se prepara para testificar en el Congreso sobre su misión. 
Allí Russell es coaccionado por Carver a encubrir las actividades de la DEA y del Departamento de Estado a cambio de evitar el encarcelamiento de Betty por lavado de dinero, que había decidido antes no continuar con ello después de ver con sus propios ojos la parte oscura del negocio. Sin embargo él consiguió sin su conocimiento grabar antes a Hector Guzmán hablando con Jason y con él respecto al dinero junto con otros narcotraficantes destapándolo así como líder de los narcotraficantes que tenían ese dinero, publicarlo junto con su testimonio en el Congreso y enviar copias a la prensa para evitar cualquier posible encubrimiento al respecto. 
Así consigue arruinar las intenciones del Departamento de Estado y las carreras de Carver y de Guzmán. Adicionalmente Russell consigue hacer la paz con su infancia. Sin embargo, antes de entregar el dinero restante, él y Jason habían sacado 11 millones del montón en provecho de sus negocios con las drogas y ahora contempla qué hacer con ese dinero, ya que ninguna de las alternativas al respecto es buena.

## Reparto
- Laurence Fishbourne como Russell Stevens
- Jeff Goldblum como David Jason
- Charles Martin Smith como Agente Carver
- Glynn Turman como Russell Stevens (padre)
- Kamala Lopez-Dawson como Belinda
- Clarence William III como Agente Taft
- Sydney Lassick como Gopher
- Victoria Dillard como Betty McClutcheon
- Gregory Sierra como Félix Barbosa
- Roger Guenveur Smith como Eddie
- Arthur Mendoza como Antón Gallegos
- René Assa como Hector Guzmán

## Producción
Bill Duke estuvo dispuesto a dirigir esta película, porque conocía bien su temática, ya que se comenzó su carrera como director dirigiendo algunos capítulos de teleseries ambientadas en el mundo de los policías. Una vez arreglado, la película fue filmada en Los Ángeles.
La película es tratada como una de las películas de Hip Hop, porque la música de la banda sonora relacionada con el tema de la película fue hecha por Dr. Dre y Snoop Doggy Dogg, que además fue su primera música juntos y que adicionalmente marcó el inicio de una mutua y próspera carrera actuando juntos.

## Premios
- 1992: Independent Spirit Awards: 2 nominaciones incluyendo mejor actor (Laurence Fishburne)
- 1992: Festival de Tokio: Nominada al Tokyo Grand Prix
- 1992: Críticos de Chicago: Nominada a mejor actor de reparto (Jeff Goldblum)[4]